# 执行单元
执行单元（英語：Execution unit，縮寫：E-unit 或 EU），也称为功能单元（Functional unit），是在计算机工程中，中央处理器（CPU）的一部分，它按照计算机程序的指示执行操作和计算。它可能具有自己的内部控制序列单元。在實務上，执行单元較容易和CPU的主控制单元、一些寄存器以及其他内部单元（例如算术逻辑单元（ALU）、地址生成单元（AGU）、浮点运算器（FPU）、加载存储单元（LSU）、分支执行单元（BEU）或一些更小，更具体的组件）相混淆。
现代CPU通常有多个并行执行单元，这被称为超标量设计（superscalar design）。最简单的安排是使用一个总线管理器来管理内存接口，而使用另一个来执行计算。另外，现代CPU的执行单元通常是流水线化的。